# 4917 Yurilvovia
A 4917 Yurilvovia (ideiglenes jelöléssel 1973 SC6) a Naprendszer kisbolygóövében található aszteroida. Krími Asztrofizikai Obszervatórium fedezte fel 1973. szeptember 28-án.